# Austromenopon lutescens
Austromenopon lutescens är en insektsart som först beskrevs av Hermann Burmeister 1838.  Austromenopon lutescens ingår i släktet Austromenopon och familjen spolätare. Arten är reproducerande i Sverige. Inga underarter finns listade i Catalogue of Life.